# Торнедален

Прапор регіону

Карта регіону

Торнедален (швед. Tornedalen, фін. Tornionlaakso) — культурний регіон, офіційно визнаний єврорегіоном. В географічному сенсі частково ідентичний долині річки Торне. Хоча нині регіон розділений кордоном Швеції та Фінляндії, він має одну спільну історію та культуру.
Крім національних мов шведської та фінської, тут використовується мова Північної Лапландії, а також меанкіелі у Швеції. Усі ці мови мають офіційний статус, а у шведській частині всі мешканці мають право звертатися до офісів мовою на свій вибір.
Вся долина раніше входила до складу шведських провінцій Лапландія і Норрботтен. У 1809 році Фінляндія була виключена зі складу Швеції й включена до складу Росії. Деякі міста, що розкинулися на обох її берегах були розділені державним кордоном. Проте вони зберегли культурну спільність, яка виражається, наприклад, у тому ж кулінарному мистецтві.

## Міста
- Гапаранда (Швеція)
- Торніо (Фінляндія)

## Зовнішні посилання
- tornedalen.org